# Gutshaus Gröbers

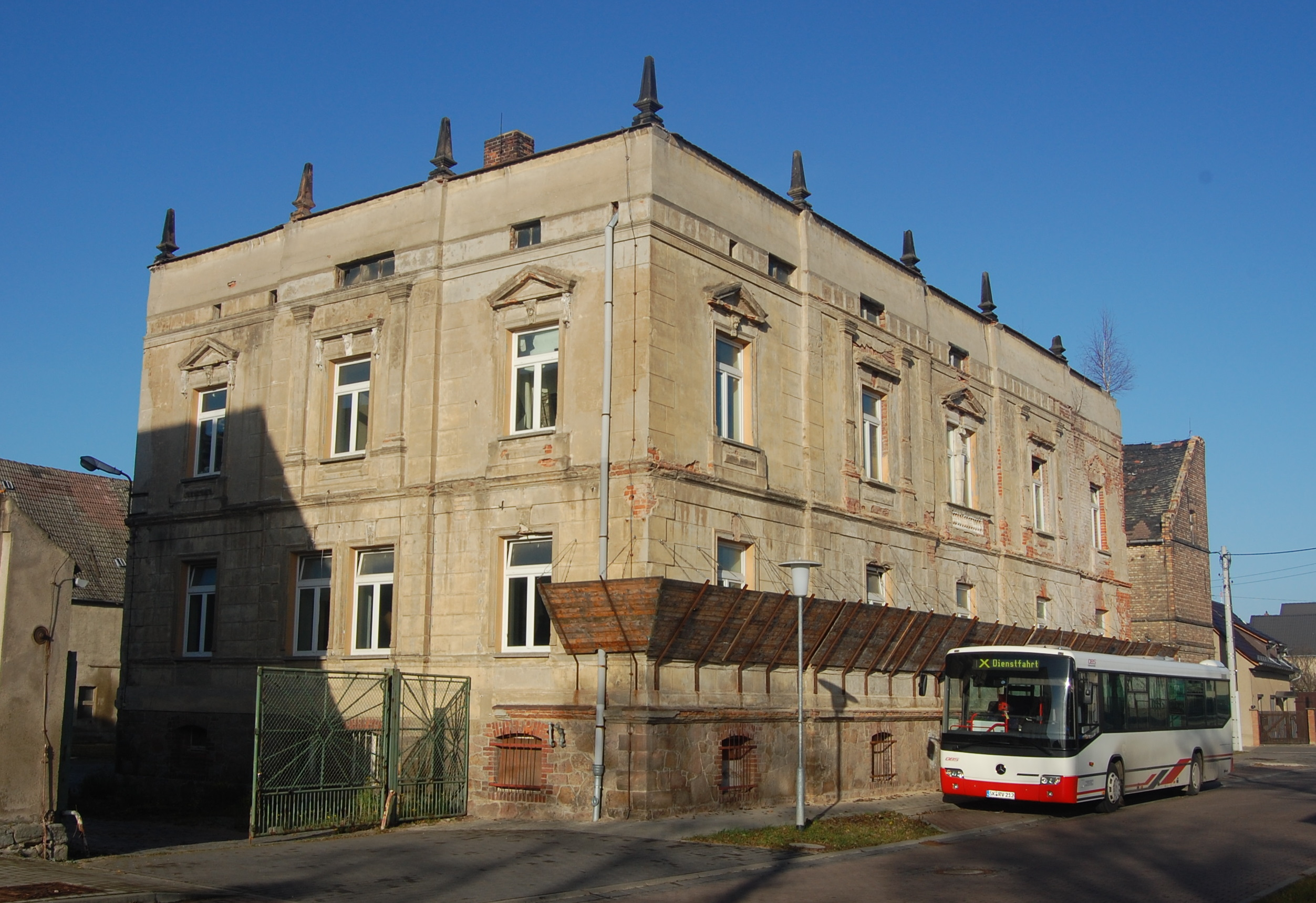
Gutshaus Gröbers, 2011

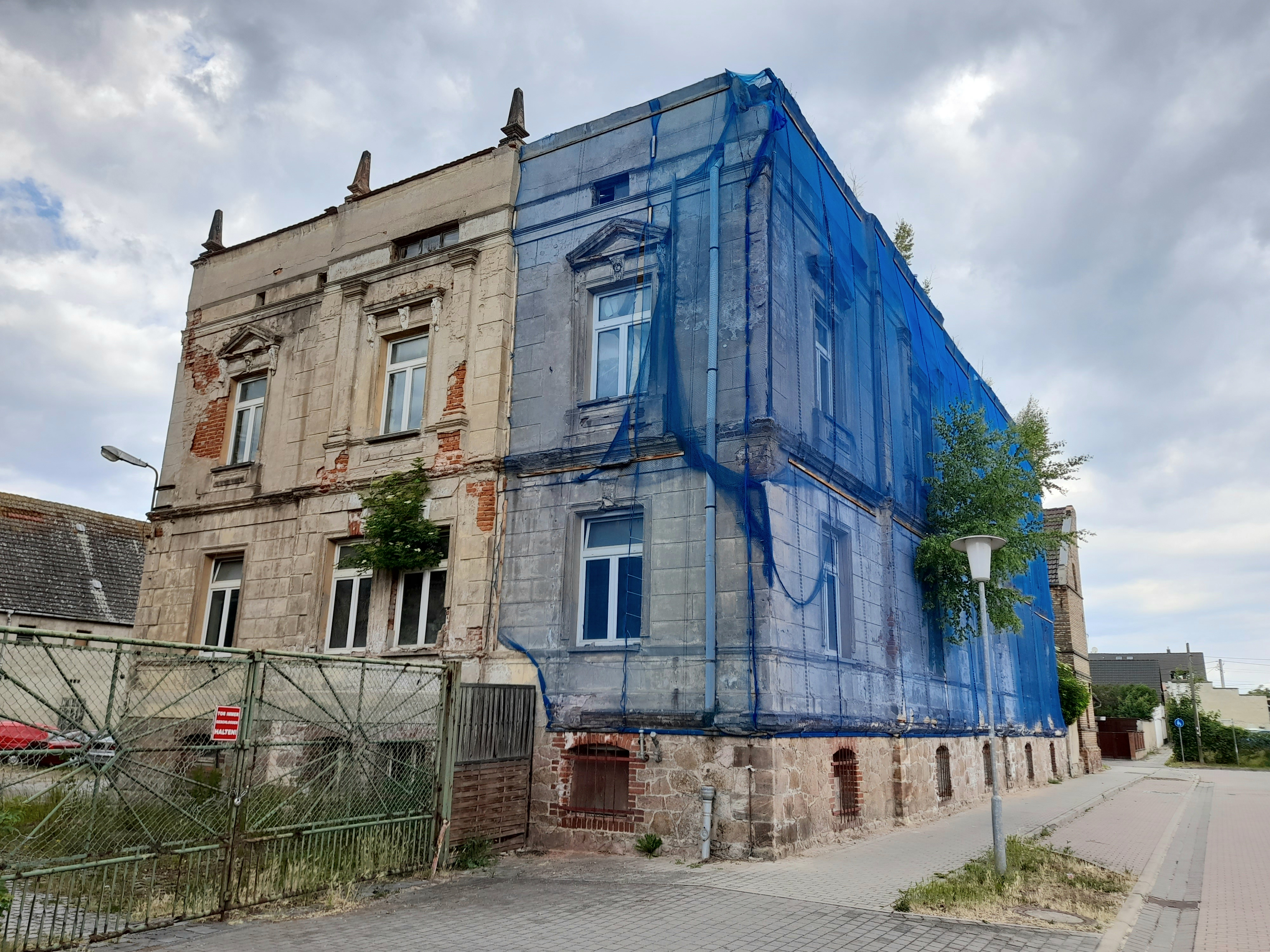
Gutshaus Gröbers, 2022

Das Gutshaus Gröbers ist das ehemalige Gutshaus des zur Gemeinde Kabelsketal gehörenden Orts Gröbers in Sachsen-Anhalt.
Das in der Ortsmitte von Gröbers in der Querstraße befindliche denkmalgeschützte Gebäude entstand in der zweiten Hälfte des 19. Jahrhunderts im Stil eines italienischen Palazzo der Renaissance und verfügt über eine in aufwendiger Weise gegliederte Fassade. Vor einer Straßenumbenennung hatte das Gebäude die Adresse Hauptstraße 1. Das Bauwerk ist von zunehmendem Verfall gekennzeichnet (Stand Juni 2022). 